# VSO (制作プロダクション)
VSO（ブイ・エス・オー）は、かつて存在した、テレビドラマを中心としたテレビ番組の制作に関する業務を行う企業。商号は、株式会社ブイ・エス・オー。
社名の『VSO』とは、Vはビジュアル（Visual）、Sはソフト（Director）、Oはオーガニゼーション（Organization）のそれぞれの頭文字をつけられた。

## 概要
1991年（平成3年）8月に、TBSとその関連会社・TBS企画と制作会社・泉放送制作の出資により、会社設立。
TBSテレビ系連続ドラマ・スペシャルドラマ作品を中心となり、制作派遣を携わっている
2002年（平成14年）10月に、木下プロダクション（のちのドリマックス・テレビジョン、現・TBSスパークル）と吸収合併され、解散となる。

## 所属していたスタッフ
- 荒井光明（プロデューサー/ディレクター、会社合併後・木下プロ→ドリマックス→現・TBSスパークル）
- 富田勝典（プロデューサー/ディレクター、会社合併後・木下プロ→ドリマックス→現・株式会社アニマ21代表取締役社長）
- 酒井聖博（ディレクター、会社合併後・木下プロ→ドリマックス→現・TBSスパークル）
- 山崎統司（アシスタントディレクター、会社合併後・木下プロ→ドリマックス→現・TBSスパークルエンタテインメント本部ドラマ映画部プロデューサー）
- 遠藤正人（アシスタントプロデューサー、会社合併後・木下プロ→ドリマックス→現・TBSスパークルエンタテインメント本部ドラマ映画部プロデューサー）
- 吉川厚志（プロデューサー、会社合併後・木下プロ→ドリマックス→現・テレパック）
- 吉村剛弘（アシスタントディレクター、会社合併後・木下プロ→ドリマックス→現・TBSスパークルエンタテインメント本部バラエティ部プロデューサー）
- 森嶋正也（アシスタントディレクター、会社合併後・木下プロ→ドリマックス→現・TBSスパークルエンタテインメント本部バラエティ部プロデューサー）
- 佐藤敦司（アシスタントディレクター、会社合併後・木下プロ→ドリマックス→現・TBSスパークルエンタテインメント本部ドラマ映画部プロデューサー）
- 新井順子（アシスタントディレクター、会社合併後・木下プロ→ドリマックス→現・TBSスパークルエンタテインメント本部ドラマ映画部プロデューサー兼エグゼクティブクリエイター職）

## 主な制作実績

### テレビドラマ

#### 1991年8月 - 1999年12月
連続ドラマ
- 朝の連続ドラマ 珠玉の女（読売テレビ 1992年9月28日 - 1993年3月26日・全125回）
- 橋田壽賀子ドラマ 渡る世間は鬼ばかり 第2シリーズ（1993年4月15日 - 1994年3月31日・全49回）
- RUN（1993年10月15日 - 12月24日・全11回）
- 橋田壽賀子ドラマ 女の言い分（1994年10月13日 - 12月22日・全11回）
- 金曜ドラマ 揺れる想い（1995年1月13日 - 3月24日・全11回）
- 3年B組金八先生 第4シリーズ（1995年10月12日 - 1996年3月28日・全23回）
- 橋田壽賀子ドラマ 渡る世間は鬼ばかり 第3シリーズ（1996年4月4日 - 1997年3月27日・全50回）
- 花王 愛の劇場 ひとりっ子同志（9月2日〜10月18日・全35回）
- 橋田壽賀子ドラマ 番茶も出花（1997年10月2日 - 1998年3月26日・全23回）
- 東芝日曜劇場 海まで5分（1998年6月28日 - 9月20日・全12回）
- 橋田壽賀子ドラマ 渡る世間は鬼ばかり 第4シリーズ（1998年10月1日 - 1999年9月30日・全51回）
- 花王 愛の劇場 大好き!五つ子（松竹制作名義 1999年8月2日 - 9月10日・全30回）
- 悪いオンナ 地獄へのカクテル（1999年10月7日 - 28日・全4回）
- 3年B組金八先生 第5シリーズ（1999年10月14日 - 2000年3月30日・全23回）
- 悪いオンナ プレイヤー（1999年11月4日 - 25日・全4回）
- 悪いオンナ 誘惑を売る女（1999年12月2日 - 23日・全4回）

単発・スペシャルドラマ
- 橋田壽賀子ドラマ 渡る世間は鬼ばかり 秋のスペシャル（1994年9月29日）
- 橋田壽賀子ドラマ 渡る世間は鬼ばかり 冬のスペシャル（1995年12月28日）
- 月曜ドラマスペシャル クラッカー　侵入者－左遷定年の復讐は横領と殺人と危険な恋（1997年11月10日）
- 3年B組金八先生スペシャルIX（1998年4月2日）
- 月曜ドラマスペシャル 女子刑務所東3号棟 1（1998年6月29日）
- 二時間年末特別企画 渡る世間は鬼ばかり（1999年12月23日）

#### 2000年1月 - 2002年9月
連続ドラマ
- 悪いオンナ 占っちゃうぞ（2000年1月6日 - 27日・全4回）
- 悪いオンナ ルーズソックス刑事（2000年2月3日 - 24日・全4回）
- 悪いオンナ シャッフル（2000年3月2日 - 23日・全4回）
- 愛の劇場 大好き!五つ子2（2000年7月24日 - 9月1日・全30回）
- 橋田壽賀子ドラマ 渡る世間は鬼ばかり 第5シリーズ（2000年10月5日 - 2001年9月27日・全50回）
- 愛の劇場 大好き!五つ子3（2001年7月23日 - 8月31日・全30回）
- 3年B組金八先生 第6シリーズ（2001年10月11日 - 2002年3月28日・全23回）
- 橋田壽賀子ドラマ 渡る世間は鬼ばかり 第6シリーズ（2002年4月4日 - 2003年3月27日・全51回）※VSO解散後もドリマックスへスタッフ派遣となる。
- 愛の劇場 大好き!五つ子4（2002年7月22日 - 8月30日・全30回）

単発・スペシャルドラマ
- 橋田壽賀子ドラマ 渡る世間は鬼ばかり 春の二時間スペシャル（2000年4月6日）
- 3年B組金八先生スペシャルIX（2001年4月5日）